# Flemming Povlsen
Flemming Søgaard Povlsen (* 3. prosinec 1966 Brabrand) je bývalý dánský fotbalista. Nastupoval především na postu útočníka.
S dánskou reprezentací vyhrál Mistrovství Evropy 1992, na šampionátu nastoupil ke všem pěti zápasům. Hrál též na Euru 1988. V národním týmu působil v letech 1987-1994 a odehrál 62 utkání, v nichž vstřelil 21 branek.
V sezóně 1992/93 se s Borussií Dortmund probojoval do finále Poháru UEFA.
S Dortmundem se stal rovněž mistrem Německa (1994/95). Dánský titul získal v dresu Aarhus GF (1986). S PSV Eindhoven vybojoval nizozemský pohár.